# Ascension (film)
Pour les articles homonymes, voir Ascension.
Pour plus de détails, voir Fiche technique et Distribution.
Ascension est un film américain réalisé par Jessica Kingdon, sorti en 2021.

## Synopsis
Le documentaire s'interroge sur le « rêve chinois » et sur l'orientation de la Chine contemporaine vers la productivité et l'innovation.

## Fiche technique
- Titre : Ascension
- Réalisation : Jessica Kingdon
- Musique : Dan Deacon
- Photographie : Jessica Kingdon et Nathan Truesdell
- Montage : Jessica Kingdon
- Production : Jessica Kingdon, Kira Simon-Kennedy et Nathan Truesdell
- Société de production : Mouth Numbing Spicy Crab et XTR
- Pays :  États-Unis
- Genre : Documentaire
- Durée : 97 minutes
- Dates de sortie : 
  - États-Unis : 8 octobre 2021

## Distinction

### Nomination
- Oscars 2022 : Oscar du meilleur film documentaire[1].